# Laurent Roux
Laurent Roux (Cahors, 3 dicembre 1972) è un ex ciclista su strada francese.
Professionista dal 1994 al 2003, conta una ventina di vittorie tra le quali una tappa al Giro d'Italia.

## Carriera
Passato professionista nel 1994 con la Castorama, si distinse subito per i buoni piazzamenti ottenuti al Tour du Limousin ed alla Classique des Alpes.
La sua impresa sportiva più importante è datata 28 maggio 1998, giorno in cui vinse la dodicesima tappa del Giro d'Italia e conquistò la maglia rosa di leader della classifica generale, mantenendola tuttavia un solo giorno.
Successivamente è stato al centro delle cronache per l'utilizzo di sostanze dopanti: una prima positività emerse nel corso della stagione 1999, quando gli furono riscontrate tracce di anfetamine che gli causarono una squalifica di sei mesi,
ed una seconda nel 2002, quando risultò "non negativo" alla stessa sostanza in un controllo eseguito fuori competizione. Queste vicende causarono la fine della sua carriera, sancita anche da una squalifica di quattro anni.
In seguito dovette sostenere un processo presso Bordeaux nel quale gli venne contestata l'accusa di aver distribuito sostanze illecite a numerosi cicloamatori. Nel corso della propria deposizione ammise gli addebiti, nonché l'uso di EPO, ormone umano della crescita, cortisone e testosterone nel corso della propria carriera, venendo condannato ad una pena detentiva di 30 mesi, 20 dei quali sospesi.

## Palmarès
- 1992

Classifica generale Ronde de l'Isard d'Ariége
- 1993

2ª tappa Giro delle Regioni (Sarteano)
Classifica generale Tour de Bigorre
- 1994

La Côte Picarde
- 1995

8ª tappa Tour de l'Avenir (Landerneau)
- 1996

2ª tappa, 2ª semitappa Route du Sud
Grand Prix des Marbriers
8ª tappa Tour de l'Avenir
9ª tappa Tour de l'Avenir
- 1997

3ª tappa Route du Sud
Classique des Alpes
8ª tappa Tour de l'Avenir
Classifica generale Tour de l'Avenir
Paris-Bourges
- 1998

13ª tappa Giro d'Italia (San Marino > Carpi)
- 1999

Trophée des Grimpeurs
4ª tappa Paris-Nice (Vichy)
- 2001

2ª tappa Critérium du Dauphiné Libéré (Firminy)
3ª tappa Route du Sud (Saint-Gaudens)

## Piazzamenti

### Grandi giri
- Giro d'Italia

1996: 42º
1998: 28º
- Tour de France

1996: 44º
1997: 56º
1998: ritirato (10ª tappa)
2001: 50º

### Classiche
- Milano-Sanremo

1995: 43
1996: 109º
1997: 87º
1998: 142º
1999: 46º
- Giro delle Fiandre

1999: 46º
- Liegi-Bastogne-Liegi

1997: 19º
1999: 10º
- Giro di Lombardia

1995: 22º
1996: 24º
1997: 14º

### Competizioni mondiali
- Campionati del mondo

Agrigento 1994 - In linea: 55º
Duitama 1995 - In linea: ritirato
Lugano 1996 - In linea: ritirato
San Sebastián 1997 - In linea: 44º